# Коханенко, Михаил Павлович
Михаил Павлович Коханенко (9 января 1928, Георгиевск — 2009, Москва) — советский хозяйственный, государственный и политический деятель. Лауреат премии Совета Министров СССР и Государственной премии СССР в области архитектуры. Заслуженный строитель РСФСР.

## Биография
Родился 9 января 1928 году в Георгиевске, Северо-Кавказский край (ныне — Ставропольский край). В 1946 году окончил Тбилисский топографический техникум.
В 1952 году окончил Московский институт инженеров железнодорожного транспорта, в 1980 году — Московский институт управления.
Член КПСС.
Жена — Любовь Аркадьевна Коханенко. Дочь — Елена.
Умер в 2009 году в Москве.

## Карьера
С 1946 года работал в геодезической партии, геодезистом-топографом в проектном институте «Гипроавиапром».
В 1952 году перешёл в Московский Метрострой, где прошёл путь от мастера до начальника строительной конторы.

В 1960—1963 годах руководил коллективом советских специалистов на строительстве первого массового жилья в Улан-Баторе.

В 1963—1966 годах работал управляющим трестом Главмосстроя на строительстве крупных промышленных объектов в Москве.
В 1966—1969 годах руководил коллективом московских строителей на восстановлении пострадавшего от землетрясения Ташкента.
В 1969—1973 годах был руководителем объединения крупнопанельного домостроения в Москве.

В 1973 году стал заместителем, а в 1975 году — начальником Главмосстроя с правами союзного министра. Под его руководством в Москве проходило строительство олимпийских объектов.

В 1982—1988 годах был заместителем председателя Госгражданстроя СССР, где занимался вопросами крупнопанельного строительства, созданием базы и условий работы домостроительных комбинатов.
В 1988—1992 годах являлся профессором кафедры «Организация строительства» в Институте повышения квалификации руководящих кадров строителей. Выпустил ряд научных работ.
В 1992 году стал заместителем начальника объединения «Мосинтерстрой» Департамента строительства при Правительстве Москвы.
С 1995 по 1998 год руководил дирекцией заказчика по строительству крупного административного здания банка. 
В начале 2000-х годов руководил отделом капитального строительства по возведение торгово-сервисных центров в крупных городах России. 

## Общественная деятельность

С 1979 года был членом Союза архитекторов.
Избирался депутатом Моссовета семи созывов (1969—1983), являлся делегатом XXV и XXVI съездов КПСС.
С 1997 года был членом Общественного совета Фонда ветеранов строителей Москвы и Российского общества инженеров-строителей.
С 2001 года был членом Совета старейшин при мэре Москвы.   

## Награды

- Орден Полярной звезды (Монголия) (1962)
- Орден Трудового Красного Знамени (1966, 1969, 1980)
- Заслуженный строитель Узбекской ССР (1967)
- Премия Совета Министров СССР (1973)
- Орден Октябрьской Революции (1976)
- Заслуженный строитель РСФСР (1978)
- Государственная премия СССР в области архитектуры (1980)
- Медаль «Дружба» (1981)
- Медаль «Ветеран труда» (1986)
- Медаль «В память 850-летия Москвы» (1997)
- Нагрудный знак «Почётный строитель России» (1998)[1]
- Нагрудный знак «Почётный строитель города Москвы» (1998)[3]
- Почётная грамота Правительства Москвы (2002)[4]
- Благодарность Правительства Москвы (2007)[5]